# Municipio de Eagle (condado de Brule)
El municipio de Eagle (en inglés: Eagle Township) es un municipio ubicado en el condado de Brule en el estado estadounidense de Dakota del Sur. En el año 2010 tenía una población de 54 habitantes y una densidad poblacional de 0,59 personas por km².

## Geografía
El municipio de Eagle se encuentra ubicado en las coordenadas 43°31′37″N 99°6′7″O / 43.52694, -99.10194. Según la Oficina del Censo de los Estados Unidos, el municipio tiene una superficie total de 92.04 km², de la cual 91,86 km² corresponden a tierra firme y (0,19 %) 0,18 km² es agua.

## Demografía
Según el censo de 2010, había 54 personas residiendo en el municipio de Eagle. La densidad de población era de 0,59 hab./km². De los 54 habitantes, el municipio de Eagle estaba compuesto por el 100 % blancos. Del total de la población el 0 % eran hispanos o latinos de cualquier raza.